# 牢不可破點 (烏克蘭)

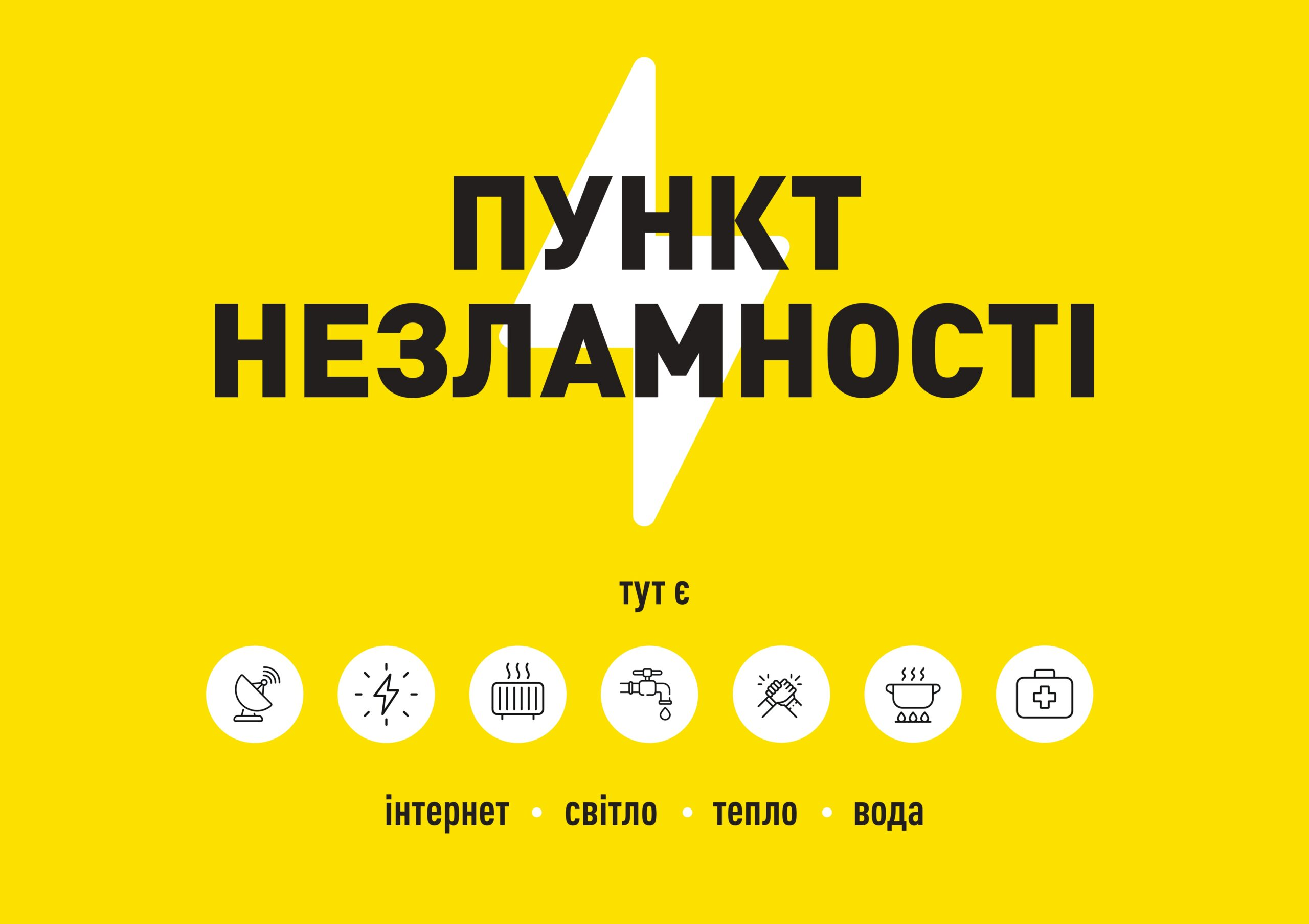
官方標誌

為應對俄羅斯對烏克蘭基礎設施的襲擊，烏克蘭於2022年11月啓動「牢不可破點」（烏克蘭語：«Пункт незламності»，羅馬化："Punkt nezlamnosti"） 計劃，於全國各地設立提供可供電、供水、供暖及供網等的場所。

## 背景
2022年9月起，由於烏克蘭在哈爾科夫大反攻和克里米亞大橋襲擊取得重大成功，俄軍開始大規模襲擊烏克蘭基礎設施，進行報復。此舉癱瘓近半烏克蘭電網，導致烏克蘭許多城市停止供電、供水、供暖及供網。

## 歷史

### 籌劃
早在2022年10月下旬，烏克蘭總統辦公室即開始計劃於全國建立17,000個緊急供暖點，讓命中得以取暖。 據總統辦公室副主任季莫申科表示，內閣當時興建「牢不可破點」的決定為機密。11月中旬，高級官員與地方當局開始就實際實施計劃舉行線上會議。11月22日，總統澤連斯基決定要在每個「牢不可破點」配備發電機、急救箱、行動通訊等，並除供暖外，亦要供電、供水及供網。在發電機工程開始時，共有4800個「牢不可破點」。

### 實施
2022年11月18日，於剛光復8日的赫爾松市的自由廣場建立第一個「牢不可破點」。 
11月22日，總統澤連斯基宣佈將於全國建立「牢不可破點」。

## 運作
烏克蘭政府於各地行政機構、學校及緊急服務機構等場所軍設立「牢不可破點」。每個「牢不可破點」可容納約四十至五百人，而逗留時間無限制。
據內政部長莫納斯特爾斯基稱，一個「牢不可破點」成本約爲1萬7千歐羅。

## 現狀
截至2023年11月20日，根據議會數據，烏克蘭境內共有10,945個「牢不可破點」，另有2,356個正準備開放。而根據各省份資訊，則有13301個「牢不可破點」，當中78.5%開放使用。

## 圖集

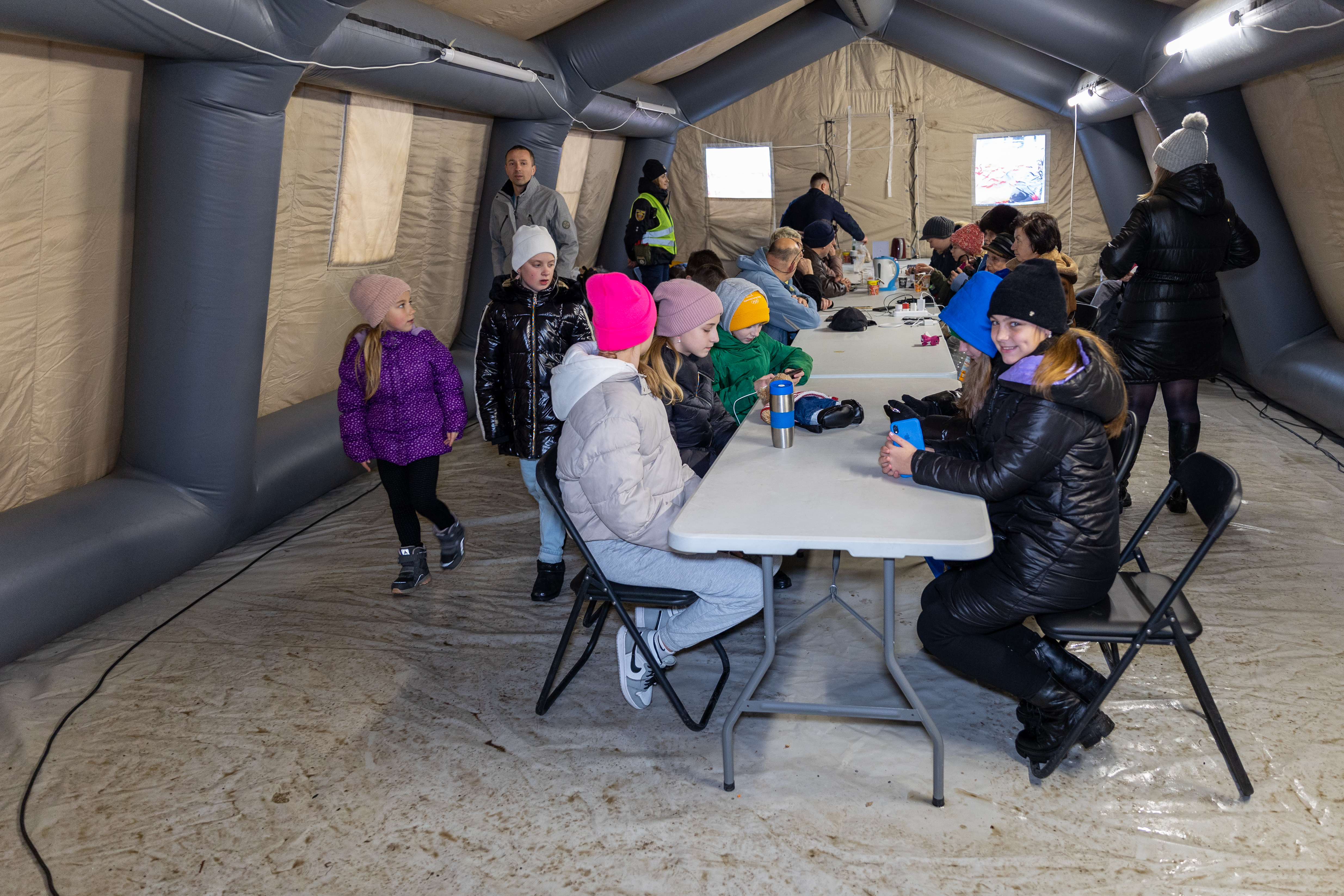
捷爾諾波爾州一個「牢不可破點」（2022年11月）
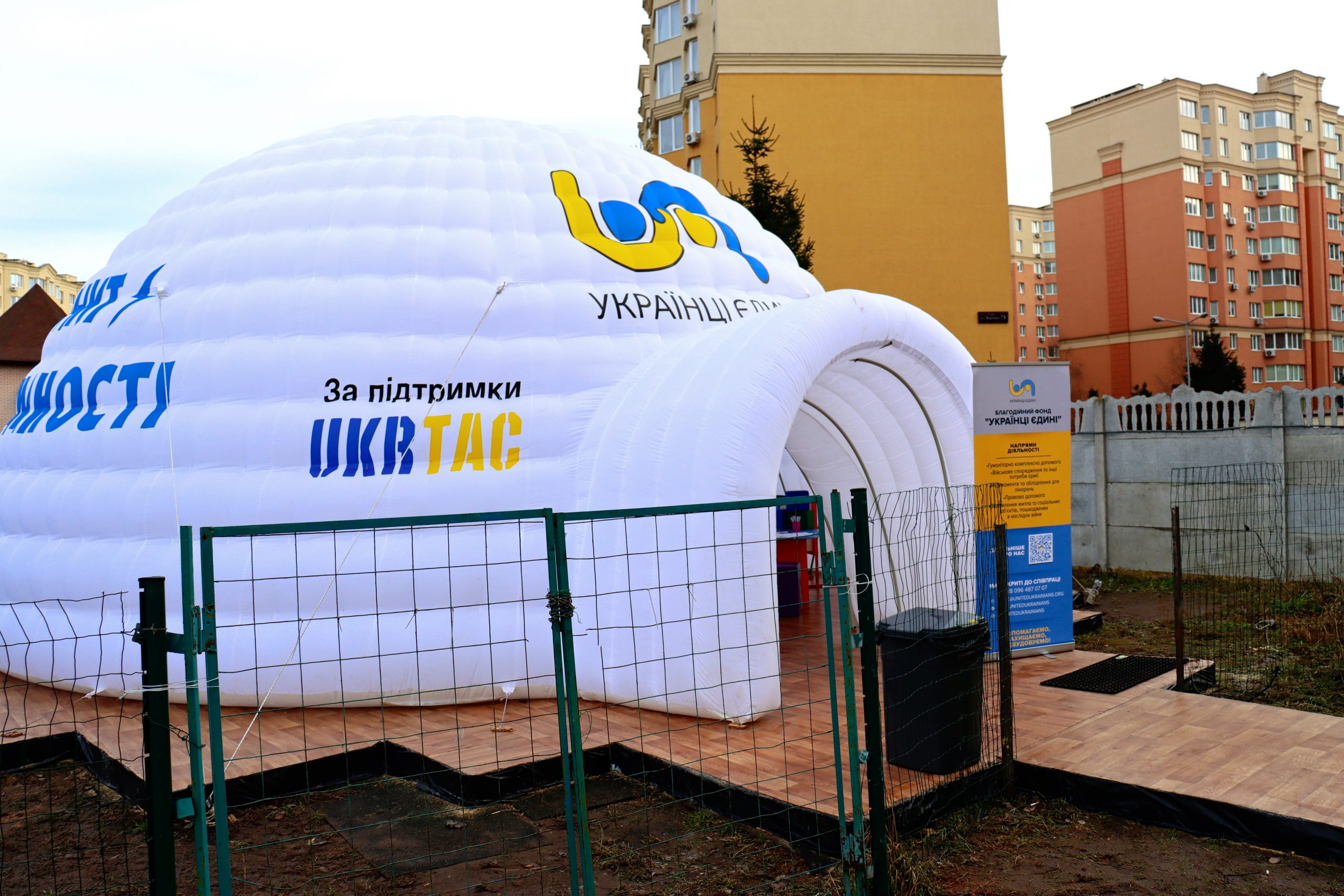
基輔州索菲伊夫斯卡-博爾夏希夫卡一個「牢不可破點」（2023年1月）

## 外部連結
- 官方網站 （页面存档备份，存于）